# Rezolucija Vijeća sigurnosti UN-a 1019
Rezolucijom Vijeća sigurnosti UN-a 1019, jednoglasno usvojenom 9. studenoga 1995., nakon podsjećanja na rezolucije 1004 (1995.) i 1010 (1995.) o stanju u Bosni i Hercegovini i 1009 (1995.) o Hrvatskoj, Vijeće je raspravljalo o kršenjima međunarodnog humanitarnog prava u bivša Jugoslavija.
Vijeće sigurnosti izrazilo je žaljenje što bosanski Srbi nisu ispoštovali navedene rezolucije. Bilo je izvješća o kršenjima ljudskih prava i masovnim ubojstvima, nezakonitom zatvaranju, prisilnom radu, silovanjima i deportacijama u Srebrenici, Banjoj Luci i Sanskom Mostu. Bilo je daljnjih izvješća, od strane Operacije Ujedinjenih naroda za obnovu povjerenja i humanitarnih agencija, o kršenjima u sektorima Zapad, Sjever i Jug Hrvatske, uključujući paljenje kuća, pljačku i ubojstva. Vijeće je također osudilo bosanske Srbe što nisu dopustili Međunarodnom komitetu Crvenog križa pristup raseljenim osobama i zarobljenicima.
Osuđena su sva kršenja međunarodnog humanitarnog prava i ljudskih prava u bivšoj Jugoslaviji i zatraženo je od svih strana da poštuju svoje obveze. Bosanski Srbi također su morali dopustiti pristup raseljenim osobama, zarobljenicima i nestalim osobama, poštovati njihova prava, njihovu sigurnost i osigurati njihovo hitno oslobađanje. Osim toga, rezolucijom se tražilo da se zatvore svi logori u Bosni i Hercegovini.
U međuvremenu je hrvatska vlada morala osigurati prestanak kršenja humanitarnog prava i ljudskih prava, a krivce za kršenja kazniti. Morala su se poštivati prava njezinog srpskog stanovništva, uključujući repatrijaciju izbjeglica, i ne postavljati nikakva vremenska ograničenja na povratak izbjeglica kako bi zatražili svoju imovinu.
Sve zemlje, a posebno na području bivše Jugoslavije, morale su surađivati s Međunarodnim kaznenim sudom za bivšu Jugoslaviju osnovanim Rezolucijom 827 (1993.) i odgovarati na zahtjeve sudskog vijeća. Strane, posebno bosanski Srbi, dobile su upute da ne uništavaju, mijenjaju, skrivaju ili oštećuju dokaze o kršenju međunarodnog humanitarnog prava. Konačno, od glavnog tajnika Butrosa Butros-Galija zatraženo je da redovito obavještava Vijeće sigurnosti o situaciji.

## Vanjske poveznice
| Wikizvor | Engleski Wikizvor ima izvorni tekst na temu: United Nations Security Council Resolution 1019 |

- (engl.) Text of the Resolution at undocs.org